# Мухтаджиды
Ал-и-Мухта́дж (араб. آل محتاج‎) или Мухтаджи́ды, также известные как Чагани́ды — иранская династия княжества Чаганиан, вассалы Саманидов. Они правили в X-XI веках.

## Происхождение
Происхождение Мухтаджидов неизвестно; это имя было дано современными историками в честь их предполагаемого предка Мухтаджа (араб. محتاج‎). Возможно, они произошли от Чаган-худатов, правивших Чаганианом в раннем средневековье; другая теория состоит в том, что их предки были арабами, которые мигрировали в этот регион и были иранизированы. В любом случае к началу X века Чаганиан стал вассалом Саманидов.

## Абу Бакр Мухаммад
Первым правителем был Абу Бакр Мухаммад ибн Музаффар ибн Мухтай. При Саманидах был наместником Ферганы. Когда в 929 году саманидский эмир Наср II был временно отстранен от власти своими братьями, Мухаммад остался ему верен. В результате, когда Насру удалось восстановиться, он наградил Мухаммада и даровал ему власть над Балхом, а затем в 933 году сделал его губернатором Хорасана . Во время своего пребывания на посту губернатора Хорасана, Мухаммад сражался с различными бандами дейламитов в северном Иране. В 939 году он заболел и был снят со своего поста. Умер в 941 году.

## Абу Али Чагани
Абу Али Ахмад Чагани был самым выдающимся из правителей Мухтаджидов. Он сменил своего отца на его посту в 939 году и искренне боролся за сохранение власти Саманидов в северном Иране, пытаясь остановить там власть Буидов и дейламитских офицеров, которые уже тогда захватили юго-западный Иран. В какой-то момент он был разжалован Нухом ибн Насром и был отстранен от управления Хорасаном. Отказавшись принять это, он восстал и поставил в Бухаре другого Саманида, но в конце концов Нух отвоевал Бухару, ему не удалось победить Абу Али, и в конце концов он позволил ему сохранить свою власть в Чаганиане. В 952 году Абу Али во второй раз был назначен губернатором Хорасана, но только через год снова был отправлен в отставку. Он бежал к Буидам и умер в 955 году.

## Дальнейшая история
О дальнейших правителях Мухтаджидов, сменивших Абу Али, не очень много известно.
Абу-ль-Музаффар Мухаммад был правителем Чаганиана в конце X века. Он был союзником тюркского генерала Фаика и вместе они сражались против родственника Абу-ль-Музаффара — Абу-ль-Хасана Тахира ибн Фазля ибн Мухаммада, который либо был предыдущим правителем Чаганиана, либо узурпировал там власть. Армия Тахира двинулась на Балх в 991 году, но была разгромлена в последовавшей битве, а сам Тахир был убит. Абу-ль-Музаффар Мухаммад обосновался в Чаганиане. Союз с Фаиком означал, что он также был врагом Симджуридов, поэтому он принимал участие в конфликтах, которые привели к падению Саманидов.
К концу X века мухтаджидские правители стали вассалами Газневидов, вытеснивших Саманидов в Хорасане. 
В 1025 году неизвестный правитель Чаганиана и другие вассалы Газневидов присоединились к султану Махмуду Газневи, когда он переправился через реку Оксус, чтобы встретиться со своим союзником, караханидским правителем Кашгара Кадир-ханом Юсуфом. 
Во время правления преемника Махмуда — Масуда, губернатор Чаганиана описывался как зять правителя Газневидов по имени Абу-ль-Касем, который, возможно, был Мухтаджидом. Абу-ль-Касему временно пришлось бежать из Мавераннахра из-за вторжения Караханидов.
После этого правители Чаганиана и сам регион больше не упоминаются в исторической хронике, кроме небольшого отрезка времени, когда Сельджукиды взяли под свой контроль этот регион.